# Énergie hydraulique

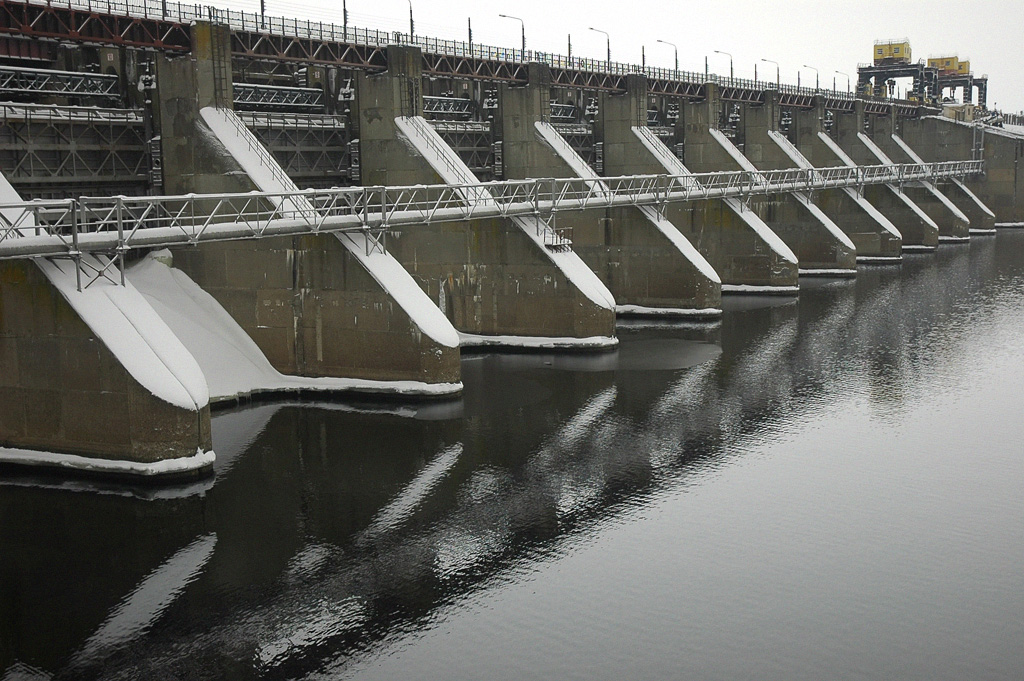
Centrale hydro-électrique de Nijni Novgorod.

L'énergie hydraulique est l'énergie fournie par le mouvement de l'eau, sous toutes ses formes : chutes d'eau, cours d'eau, courants marin, marée, vagues. L'énergie hydraulique est en fait une énergie cinétique liée au déplacement de l'eau comme dans les courants marins, les cours d'eau, les marées, les vagues ou l'utilisation d'une énergie potentielle de pesanteur comme dans le cas des chutes d'eau et des barrages.
Cette énergie est actuellement principalement convertie en énergie électrique, mais a longtemps été grandement utilisée pour produire de l'énergie mécanique, au moyen de moulins à eau, mais aussi pour se déplacer grâce aux courants des fleuves et des rivières.

## Étymologie
Le mot hydraulique provient du latin hydraulicus, lui-même issu du grec ancien ὑδραυλικός / hudraulikos, composé de ὕδωρ / hudôr (« eau ») et αὐλός / aülos (« tuyau »).

## Concepts théoriques
L’énergie hydraulique est une manifestation indirecte de l’énergie du Soleil et de la force de gravité de la Lune, comme beaucoup de sources d’énergies renouvelables sur Terre (énergie éolienne, énergie des vagues, la biomasse, etc.).
Sous l’action du Soleil et du vent, l’eau s’évapore des océans et forme les nuages qui se déplacent au gré des vents. Des abaissements de température au-dessus des continents provoquent la condensation de la vapeur d’eau. La pluie et la neige (les précipitations) alimentent ainsi les couches poreuses de la Terre, les glaciers, les lacs et l'eau des rivières qui s'écoulent petit à petit dans les océans, c'est le cycle de l'eau. La gravité de la Lune et celle du Soleil produisent les marées dont on peut exploiter l'énergie.

## Utilisation

### Utilisation directe
L'énergie hydraulique peut être utilisée directement, principalement pour le transport fluvial ou maritime, où les bateaux peuvent utiliser les courants, marins ou simplement des fleuves et des rivières pour se déplacer plus rapidement, ou encore grâce à des roues hydrauliques.

### Utilisation indirecte
L'énergie hydraulique peut aussi être convertie en une autre énergie, qu'elle soit mécanique au moyen de moulins à eau, de noria ou de vis hydraulique. La transformation en énergie mécanique a représenté la majeure partie de son utilisation au cours de l'histoire. Cependant, depuis le début du XXe siècle, elle est très majoritairement convertie en énergie électrique dans plusieurs types de centrales, exploitant l'intégralité de ses sources :
- une centrale hydroélectrique utilise l'énergie potentielle de gravité dû à la hauteur de chute ;
- une centrale au fil de l'eau utilise l'énergie d'un cours d'eau ;
- une centrale marémotrice utilise l'énergie marémotrice ;
- une hydrolienne utilise l'énergie intermittente des courants marins ;
- une bouée utilise l'énergie houlomotrice.

## Histoire

### Antiquité
Dans les années 1930, les historiens prirent conscience que la base matérielle des civilisations reposaient sur leurs connaissances techniques et leurs utilisations dans la vie sociétale. Marc Bloch fut le premier à s'intéresser à l'utilisation de l'énergie hydraulique au travers de cet aspect, au travers d'un article publié en 1935. Dans cet article, il défend qu'étant donné le peu de sources écrites de la période du Haut Empire relatives à ce sujet, la quantité d'esclaves disponibles pour effectuer les travaux pénibles n'ont pas permis à l'énergie hydraulique de se développer dans l'Empire Romain. Dans la même continuité, Moses I. Finley, dans son ouvrage Technical innovation and economic progress, expose clairement que selon lui les innovations techniques, même très importantes, n'ont pas été appliquées à grande échelle et n'ont pas participé à un essor de l'économie, car les élites ne ressentaient pas le besoin de libérer les esclaves des tâches les plus durs et car elles manquaient d'un esprit d'initiative.
À la fin du XXe siècle, grâce aux travaux de Örjand Wikander sur les moulins sous l'Empire romain et de Marie-Claire Amouretti sur l'évolution des techniques de moutures des grains et des olives, l'opinion de la communauté scientifique commença à reconnaître l'existence d'une utilisation importante de l'énergie hydraulique durant l'Antiquité.

#### Transport fluvial
L'énergie hydraulique était très utilisée, notamment à l'époque romaine, pour le transport de bois et de métaux lourds sur des barges, larges barques à fond plat (comme sur le Rhône par exemple, alors axe de commerce très important dans l'Empire romain. Cet emploi a été confirmé par de nombreuses découvertes archéologiques, comme la fouille d'une barge coulée près de Arles en 2011.

### Moyen Âge et Époque moderne
C’était celle des moulins à eau, entre autres, qui fournissaient de l’énergie mécanique pour moudre le grain, fabriquer du papier ou puiser de l’eau pour irriguer les champs, par exemple.

### XIXesiècle
En 1869, l'ingénieur français Aristide Bergès l'utilise sur une chute de deux cents mètres à Lancey, près de Grenoble, pour faire tourner ses défibreurs, râpant le bois afin d'en faire de la pâte à papier. Il parle de « houille blanche » en 1878 à Grenoble, à la foire de Lyon en 1887 et lors de l'Exposition universelle de 1889.
En 1878, la première centrale électrique, d’une puissance de 7 kW, est construite par William George Armstrong pour alimenter le domaine de Cragside en Angleterre. De 1880 à 1889, une multitude de petites centrales hydrauliques voient le jour pour éclairer de petites villes, des parcs ou des châteaux.
À partir de 1889, grâce au développement des premiers transformateurs électriques, on dépasse le mégawatt de puissance. L'essor de l’industrie et de l’électrochimie encourage le développement de l’hydroélectricité, notamment dans les Alpes du nord où se déroule une course effrénée à la houille blanche et qui deviendra vite la région maîtresse du développement hydroélectrique.

### XXesiècle

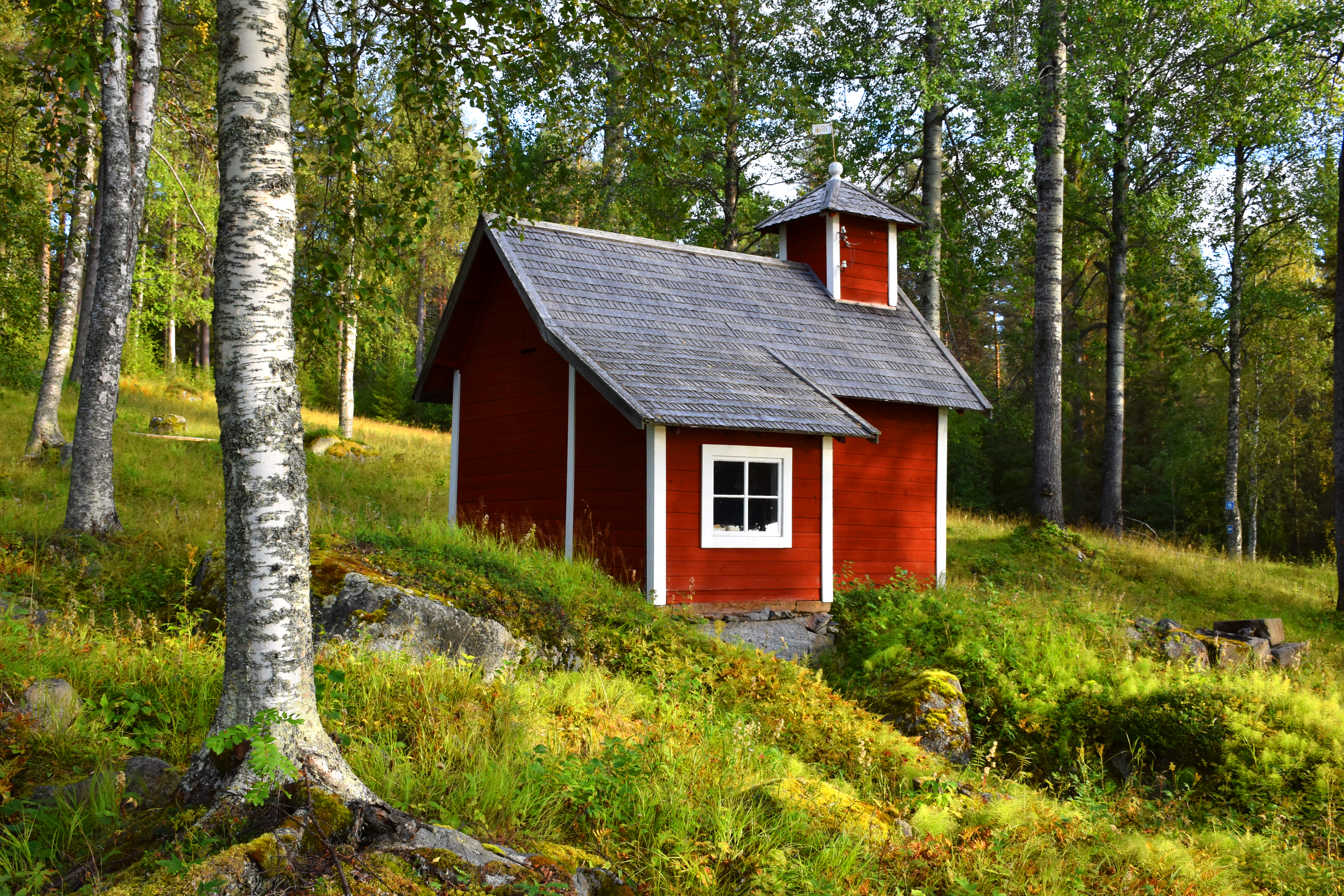
Petite centrale à énergie hydraulique construite en 1918 pour fournir de l'électricité aux habitants de Torvsjö, en Suède. Elle est restée opérationnelle jusqu'en 1948. Photo de septembre 2019.

Dès les années 1900, les progrès technologiques de l'hydroélectricité suisse sont à l'origine d'intenses spéculations boursières sur les sociétés hydroélectriques, qui profitent aux implantations industrielles dans les Alpes.
À la fin de la Première Guerre mondiale, le développement du réseau électrique s’intensifie et les centrales hydrauliques, n'étant plus astreintes à produire de l’électricité pour les besoins locaux, grâce aux transformateurs électriques et aux lignes à haute tension, peuvent être de plus en plus puissantes.
Dans les années 1920, une rapide expansion de l'électricité voit le jour en France, avec une multiplication par huit de la production d'électricité hydraulique grâce aux premiers barrages. En 1925, Grenoble organise l'Exposition internationale de la houille blanche.